# Snoopy dans l'espace
Le Snoopy Show
Snoopy dans l'espace (Snoopy in Space) est une série d'animation canado-américaine, inspirée de la bande dessinée Peanuts de Charles M. Schulz, produite par DHX Media, et diffusée entre le 1er novembre 2019 et le 12 novembre 2021 sur Apple TV+.  
Le titre peut également faire référence au court métrage Snoopy dans l'espace : Les secrets d'Apollo 10, sorti plus tôt en 2019.

## Distribution

### Les secrets d'Apollo 10
- Sean Cullen : présentateur
- Jeff Goldblum : lui-même
- Ron Howard : lui-même
- Isabella Leo : Lucy van Pelt
- Terry McGurrin : Snoopy
- Ethan Pugiotto : Charlie Brown
- Wyatt White : Linus van Pelt

### La série
- Terry McGurrin : Snoopy
- Robert Tinkler : Woodstock
- Ethan Pugiotto (VF : Kaycie Chase) : Charlie Brown
- Hattie Kragten (VF : Lisa Caruso) : Sally Brown
- Christian Dal Dosso (VF : Nathalie Bienaimé) : Franklin
- Isabella Leo (VF : Adeline Chetail) : Lucy van Pelt
- Wyatt White (VF : Cécile Gatto) : Linus van Pelt
- Holly Gorski (VF : Lila Lacombe) : Marcie
- Isis Moore (VF : Émilie Marié) : Peppermint Patty
- Milo Toriel-McGibbon : Rerun van Pelt
- Nicole Byer : CARA
- Julie Lemieux, Sean Cullen et David Berni : Bird Buds

Version française
- - Studio de doublage : Dubbing Brothers
  - Direction artistique : Laurence Sacquet
  - Adaptation : Lucie Astagneau

## Épisodes

### Les secrets d'Apollo 10 (2019)
Snoopy dans l'espace : Les secrets d'Apollo 10, est un court-métrage de 10 minutes produit par DHX Media et qui commémore le 50e anniversaire des premiers pas de l'homme sur la Lune. 
Dans ce court-métrage on cherche à savoir si Snoopy n'a pas été astronaute en secret. 

### Saison 1 (2019)
La saison 1 est sortie dans son intégralité le 1er novembre 2019.
1. Mission 1 : la candidature (Mission 1: The Application)
2. Mission 2 : l'entrainement (Mission 2: Training)
3. Mission 3 : la remise du diplôme (Mission 3: The Graduation)
4. Mission 4 : bienvenu sur l'ISS (Mission 4: Welcome to the ISS)
5. Mission 5 : le potager galactique (Mission 5: I Never Promised You a Space Garden)
6. Mission 6 : somnambulisme (Mission 6: Space Sleepwalking)
7. Mission 7 : voyage sur Orion (Mission 7: The Journey on Orion)
8. Mission 8 : l'accident de cratère (Mission 8: Crater Crash)
9. Mission 9 : roches lunaires (Mission 9: Searching for Moon Rocks)
10. Mission 10 : Charlie Brown décroche la Lune (Mission 10: You're a Good Moon, Charlie Brown)
11. Mission 11 : la mission d'après (Mission 11: The Next Mission)
12. Mission 12 : la planète rouge (Mission 12: Mars or Bust)

### Saison 2 (2021)
La saison 2 est sortie dans son intégralité le 12 novembre 2021, et est baptisé « À la recherche de la vie ». 
1. La recherche commence (The Search Begins)
2. Une nouvelle mission  (A New Mission)
3. Les robots (Robots)
4. Mars (Mars)
5. Europe (Europa)
6. Vénus (Venus)
7. Hera (Hera)
8. Les exoplanètes (Exoplanets)
9. La découverte (The Discovery)
10. Opération Astéroïde (Operation Asteroid)
11. Prendre du recul (The Big Picture)
12. Un nouveau voyage (A New Voyage)

## Production

### Développement
En décembre 2018, DHX Media a annoncé qu'il produirait du nouveau contenu Peanuts pour le service de streaming Apple alors sans nom, à commencer par l'animation de Snoopy in Space. Des mois auparavant, l'entreprise Peanuts Worldwide avait annoncé un partenariat avec la NASA pour promouvoir les STIM auprès des étudiants grâce à un nouveau contenu.  
Le personnage de Snoopy avait déjà une histoire avec l'agence spatiale qui remonte à la mission Apollo 10. Dans la préparation de la sortie de la série, Apple TV a commencé à diffuser gratuitement le court-métrage documentaire de Morgan Neville intitulé Snoopy dans l'espace : Les secrets d'Apollo 10, avec au casting Ron Howard et Jeff Goldblum. Grâce à un partenariat avec la NASA, le programme utilise des séquences d'action réelle provenant des archives de la NASA.  
L'émission était la dernière émission DHX à être produite sous le nom DHX Media, avant que le studio ne change son nom en WildBrain pour s'appuyer sur son réseau multicanal du même nom, qui a ensuite été renommé "WildBrain Spark".      
En octobre 2020, il a été annoncé qu'une deuxième saison était en production, sa bande annonce et sa date de disponibilité sont annoncés le 20 octobre 2021, pour une sortie le 12 novembre suivant.       

### Sortie
Snoopy dans l'espace : Les secrets d'Apollo 10 est sorti en mai 2019 sur l'application Apple TV. Depuis juin 2021, le court-métrage n'est plus disponible gratuitement sur Apple TV, il est intégré aux programmes proposés par Apple TV+.
La série a quant à elle, fait ses débuts en même temps que le lancement d'Apple TV+ le 1er novembre 2019. Le même jour DHX publie la bande originale de l'émission en streaming sur Apple Music.
La seconde saison sera mise en ligne le 12 novembre 2021.

## Distinctions
| Année | Cérémonie              | Catégorie                                                                          | Nommé                                                                 | Résultat | Réf.   |
| ----- | ---------------------- | ---------------------------------------------------------------------------------- | --------------------------------------------------------------------- | -------- | ------ |
| 2020  | Annie Awards           | Meilleur réalisation pour le storyboard dans une émission ou une série d'animation | Riccardo Durante                                                      | Nommé    | [ 12 ] |
| 2020  | Daytime Emmys Award    | Meilleur programme court pour enfants                                              | Snoopy dans l'espace                                                  | Nommé    | ,      |
| 2021  | Canadian Screen Awards | Meilleur programme ou série d'annimation                                           | Snoopy dans l'espace                                                  | Nommé    | [ 15 ] |
| 2021  | Canadian Screen Awards | Meilleur son dans une émission ou une série d'animation                            | Jeff Davis, Fanny Riguidel, Stefan Seslija et Melanie Eng (épisode 6) | Nommés   | [ 15 ] |